# Michael Land
Michael Z. Land (* 1961 in Boston) ist ein US-amerikanischer Komponist und Musiker. Er ist bekannt für seine Arbeit an Computerspielen des Unternehmens LucasArts.

## Leben
Michael Land wurde in Boston geboren. Seine Eltern schickten ihn mit fünf Jahren zum klassischen Klavierunterricht, den er mit zwölf Jahren beendete, um stattdessen Bassgitarre zu spielen. Er widmete sich mehr der Improvisation und spielte während seiner Highschool-Zeit in verschiedenen Bands.
Ab 1979 studierte Land an der Harvard-Universität, wo er sich auf elektronische Musik konzentrierte, aber auch sein Interesse an klassischer Musik wiederentdeckte, speziell an Ludwig van Beethoven. Nach dem Abschluss besuchte er das Mills College in Oakland, um weiter elektronische Musik zu studieren. Er erweiterte sein Studium auf Renaissancemusik und beschäftigte sich mit der Programmierung von Computern.
Nach dem Abschluss am Mills College 1987 arbeitete Land bei Lexicon, einer Firma für digitale Audiotechnik. In den drei Jahren bei Lexicon verbesserte er seine Fähigkeiten als Programmierer und schrieb Betriebssystem-Software für die MIDI-Fernsteuerungen der Firma.
Um 1990 begann sich der Computerspielmarkt zu entwickeln, vor allem für den PC. Im April des Jahres erhielt Land eine Stelle bei der jungen Softwarefirma Lucasfilm Games (heute LucasArts), die dem Star-Wars-Schöpfer George Lucas gehörte. Land wurde der Audio-Programmierer und Musiker der Firma. Sein erstes Projekt bei Lucasfilm Games war The Secret of Monkey Island. Die Musik des Spiels gab dem Komponisten eine Chance, seine Flexibilität zu zeigen, da sie fast vollständig aus karibischen Klängen bestand – etwas, das Land bis dahin nicht komponiert hatte. Auch technisch war die Umsetzung von mehrstimmiger Musik für den Systemlautsprecher des PCs eine Herausforderung. Die Musik zu Monkey Island entwickelte sich zusammen mit dem Spiel zu einem Klassiker und wurde unter anderem 2004 live von einem Orchester auf dem Spielemusikkonzert der Games Convention in Leipzig aufgeführt.
Mit der Sound-Engine von Monkey Island war Land jedoch nicht besonders zufrieden. Es war nahezu unmöglich, Musik nicht nur im Intro und in den Zwischensequenzen, sondern auch während des Spiels erklingen zu lassen. Land begann an dem interaktiven Musiksystem iMUSE zu arbeiten, um dieses Problem zu lösen. Das Projekt war schwieriger als erwartet, weshalb Land seinen Freund Peter McConnell um Hilfe bat. Die beiden programmierten das iMUSE-System als einen fortgeschrittenen MIDI-Sequenzer. Über die Jahre entwickelte sich iMUSE zu einem umfassenden Kontrollwerkzeug für Ingame-Musik, das auch Übergänge zwischen einzelnen Musikstücken und damit eine Anpassung der Hintergrundmusik an die Handlung des Spieles ermöglichte. Land war Chef der Soundabteilung der Firma, und da er mit iMUSE ausgelastet war, stellte er einen weiteren Freund, Clint Bajakian, ein, damit dieser ein paar Kompositionen übernehmen konnte.
Als iMUSE fertiggestellt war, widmete sich Land wieder seiner Arbeit als Komponist. Er komponierte Titel für weitere Monkey-Island-Teile und auch für viele andere LucasArts-Spiele.

## Musikstil und Einflüsse
Als Teenager studierte Land gründlich den Musikstil von Künstlern wie Yes, den Grateful Dead und Jimi Hendrix und ahmte sie nach. Bis heute nennt er Hendrix’ warmen, weichen Stil als großen Einfluss auf seine eigene Musik und meint, dass die Grateful Dead ihn tief geprägt haben.
Als Erwachsener studierte er auch klassische Komponisten, insbesondere Beethoven. Dessen Lebenswerk ist für ihn „ein Berg in weiter Ferne … Egal wie weit du gehst, er ist immer gleich weit weg.“ Außerdem entwickelte er ein besonderes Interesse an der polyphonen Musik der Renaissance.
Lands Werk ist sehr vielseitig, wie bei vielen Komponisten für Computerspiele. Er beginnt ein neues Projekt damit, dass er den Entwurf für das Spiel liest und sich dann mit den Produzenten auf einen Musikstil einigt. Sobald die Entscheidung gefallen ist, hört sich Land verschiedene Beispiele für diesen Stil an. Seine Soundtracks sind so vielseitig wie die Spiele, die sie begleiten. Die Musik der Monkey-Island-Serie hat karibische Anklänge, mit fröhlichen und bewegten Melodien auf Holzblasinstrumenten und Marimbas. Auf der anderen Seite ist sein Soundtrack für The Dig dramatisch, mit dunklen, beunruhigenden Melodien und langsamen Rhythmen. Seinem persönlichen Stil am ähnlichsten hält Land selbst die Musik zu The Dig. Eine andere Eigenschaft, die Land mit anderen Komponisten für Videospiele teilt, ist seine Fähigkeit Musik zu komponieren, die auch in Endlosschleife gespielt immer noch hörbar ist.
Lands Musik neigt außerdem zur Stilrichtung Ambient. Dies ermöglicht ihm recht komplexe Stücke, ohne das Gameplay oder gesprochene Dialoge zu stören. Die meisten seiner Projekte haben trotzdem zumindest einige lautere, melodischere Stücke, meistens als Titelmelodie oder im Abspann.

## Computerspiel-Kompositionen
- The Secret of Monkey Island (1990) (mit Barney Jones, Patric Mundy und Andy Newell)
- Secret Weapons of the Luftwaffe (1991)
- Monkey Island 2: LeChuck’s Revenge (1991) (mit Clint Bajakian, Robin Goldstein, Peter McConnell und Anthony White)
- Star Wars: X-Wing (1992) (mit John Williams, Clint Bajakian und Peter McConnell)
- Indiana Jones and the Fate of Atlantis (1992) (mit Clint Bajakian, Peter McConnell und John Williams)
- Star Wars: X-Wing: B-Wing (1993) (mit John Williams, Clint Bajakian und Peter McConnell)
- Star Wars: X-Wing Collector's CD-ROM (1994) (mit John Williams, Clint Bajakian und Peter McConnell)
- Star Wars: TIE Fighter (1994) (mit John Williams, Clint Bajakian und Peter McConnell)
- Star Wars: TIE Fighter Collector's CD-ROM (1995) (mit John Williams, Clint Bajakian und Peter McConnell)
- The Dig (1995)
- The Curse of Monkey Island (1997)
- Flucht von Monkey Island (2000) (mit Clint Bajakian, Anna Karney und Peter McConnell)
- SimCity 4 (2003) (mit einigen anderen)
- Tales of Monkey Island (2009)
- Return to Monkey Island (2022) (mit Peter McConnell, Clint Bajakian)

## Andere Werke
- Masterblazer (1990) (Sound)
- Star Wars: Rebel Assault (1993) (Sound Advice)
- Sam & Max Hit the Road (CD-ROM-Version) (1993) (Musik/Sound-Programmierung)
- Day of the Tentacle (1993) (Interpreter/Entwicklungs-System)
- Outlaws (1997) (Manager of Sound Development)
- Star Wars: DroidWorks (1998) (Sound Manager)
- Grim Fandango (1998) (Sound Production Supervision)
- Star Wars: Episode I: The Gungan Frontier (1999) (Musikbearbeitung und zusätzliche Kompositionen)
- The Best of LucasArts Original Soundtracks (2002) (mit einigen anderen)